# كاشف الشذوذ المغناطيسي

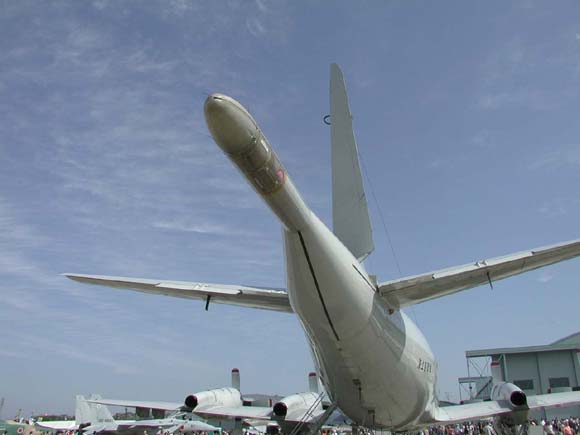
كاشف الشذوذ المغناطيسي للذراع الخلفي للوكهيد بيه-3 أوريون

كاشف الشذوذ المغناطيسي هي أداة تستخدم للكشف عن الاختلافات الدقيقة في المجال المغناطيسي للأرض. يشير المصطلح تحديدًا إلى أجهزة قياس المغناطيسية التي تستخدمها القوات العسكرية للكشف عن الغواصات (تخلق كتلة من المغناطيسية الحديدية اضطرابًا يمكن اكتشافه في الحقل المغناطيسي)؛ معدات كاشف الشذوذ المغناطيسي العسكرية هي سليل أدوات المسح المغنطيسي الأرضي أو المسح المغنطيسي الجوي المستخدمة للبحث عن المعادن من خلال الكشف عن اضطرابها في مجال الأرض الطبيعي.

## تاريخ
أجرى العلماء الاستكشاف الجغرافي عن طريق قياس ودراسة الاختلافات في المجال المغناطيسي للأرض منذ عام 1843. وكانت الاستخدامات الأولى لمقاييس المغناطيسية لتحديد مواقع رواسب الخام. كان كتاب تالين "فحص رواسب خام الحديد بواسطة القياسات المغناطيسية"، الذي نُشر عام 1879، أول أطروحة علمية تصف هذا الاستخدام العملي.
استخدمت كاشفات الشذوذ المغناطيسي المستخدمة للكشف عن الغواصات خلال الحرب العالمية الثانية مقياس المغناطيسية فلوكسجيت، وهي تقنية غير مكلفة وسهلة الاستخدام تم تطويرها في الثلاثينيات من قبل فيكتور فاكوييه من شركة نفط الخليج للعثور على رواسب خام. تم استخدام معدات كاشف الشذوذ المغناطيسي من قبل كل من القوات اليابانية والأمريكية المضادة للغواصات، سواء تم جرها بواسطة سفينة أو مثبتة في طائرة لاكتشاف غواصات العدو المغمورة الضحلة. أطلق اليابانيون على التكنولوجيا اسم جيكيتانشيكي. بعد الحرب، واصلت البحرية الأمريكية تطوير معدات كاشف الشذوذ المغناطيسي كتطور مواز لتقنيات الكشف عن السونار.

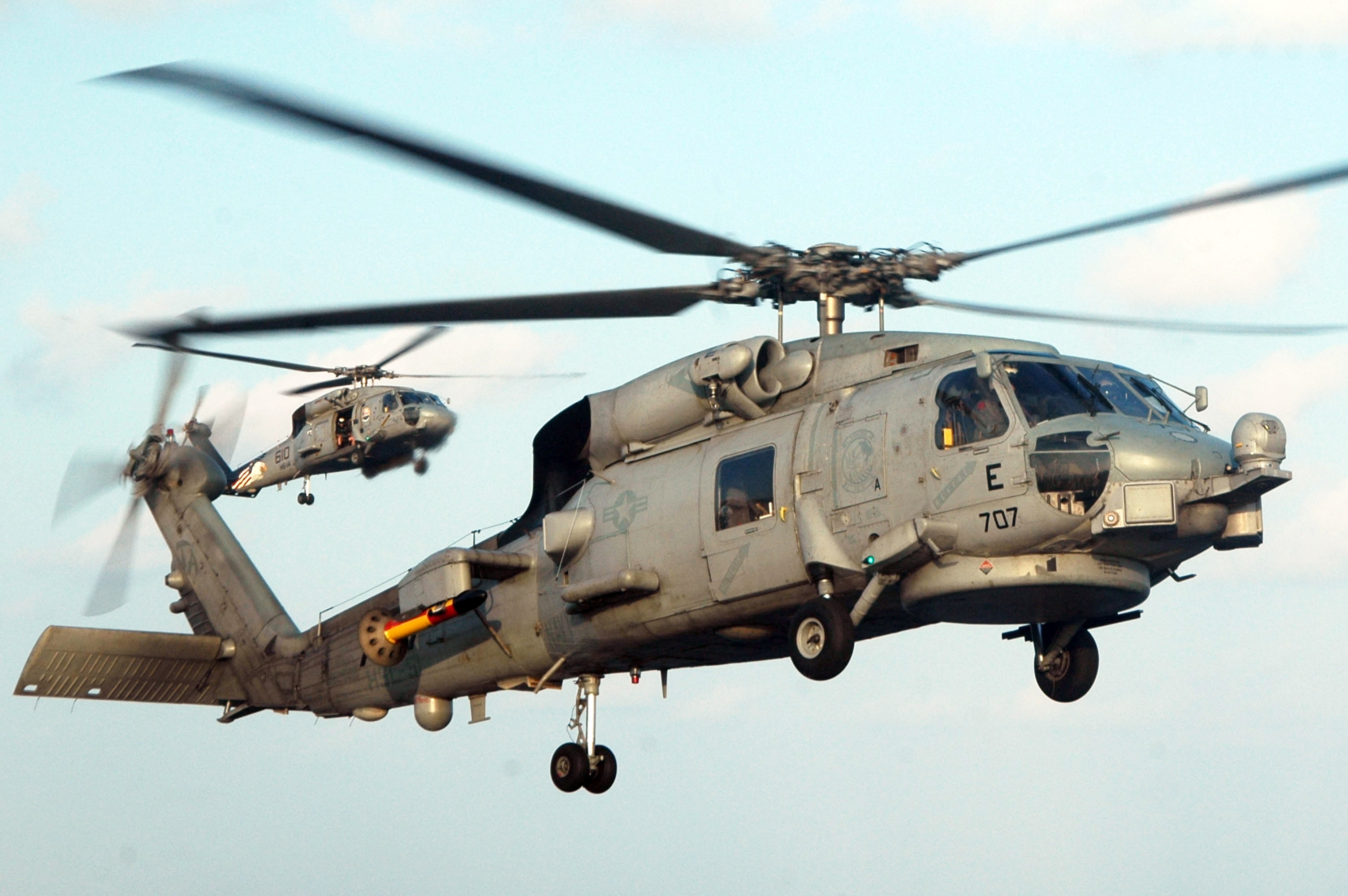
تحمل المروحية إس إتش-60 سي هوك مجموعة كاشف الشذوذ المغناطيسي مقطوعة باللونين الأصفر والأحمر تُعرف باسم طائر كاشف الشذوذ المغناطيسي"، تُرى على جسم الطائرة الخلفي

تم استخدام بيانات الأقمار الصناعية والقريبة من السطح والمحيطات من أجهزة الكشف لإنشاء خريطة العالم للشذوذ المغناطيسي الرقمي التي نشرتها لجنة الخريطة الجيولوجية للعالم في يوليو 2007.

## عملية
لتقليل التداخل من المعدات الكهربائية أو المعدن في جسم الطائر ، يتم وضع مستشعر كاشف الشذوذ المغناطيسي في نهاية ذراع الرافعة أو على جهاز ديناميكي هوائي. ومع ذلك، يجب أن تكون الغواصة قريبة جدًا من موقع الطائرة وقريبة جدًا من سطح البحر للكشف عن الشذوذ، لأن الحقول المغناطيسية تتناقص مع تناقص المكعب العكسي للمسافة. يحدد حجم الغواصة وتكوين بدنها واتجاهها نطاق الكشف. عادة ما يتم تثبيت أجهزة كاشف الشذوذ المغناطيسي على الطائرات.

## استخدامات أخرى
بالنسبة لتطبيقات المسح الجوي المغنطيسي، يمكن تركيب المستشعر المغناطيسي على متن طائرة (عادة على مسبار طويل أمام أو خلف الطائرة لتقليل التأثيرات المغناطيسية للطائرة نفسها) أو في جهاز مقطوع. يتم إنتاج مخطط يمكن للجيولوجيين والجيوفيزيائيين دراسته لتحديد توزيع وتركيز المعادن المغناطيسية المرتبطة بالجيولوجيا والرواسب المعدنية.